# Big Beautiful Woman
"Big Beautiful Woman" (meestal afgekort als BBW) is een term voor een vrouw met overgewicht. De termen "Big Beautiful Women" en "BBW" werden bedacht door Carole Shaw in 1979, toen ze BBW Magazine lanceerde, een mode- en lifestyle-magazine voor "plussize" vrouwen.

## Betekenis en gebruik
Hoewel "BBW" voor het eerst werd gebruikt in de context van BBW Magazine, verspreidde het gebruik zich door de jaren heen, tot het punt dat zelfs vrouwen die nog nooit van het tijdschrift hadden gehoord, naar zichzelf begonnen te verwijzen als "BBW's".
De afkorting BBW kan vaak worden gevonden in contactadvertenties (en online datingservices) die een identificatie met (of voorkeur voor) dergelijke vrouwen aangeven. Het wordt ook gebruikt om evenementen aan te duiden die specifiek op dergelijke vrouwen zijn gericht, en personen die daarin geïnteresseerd zijn, zoals evenementen in dansclubs, restaurants en modewinkels en shows.
De term wordt ook vaak gebruikt als een positief eufemisme door degenen die betrokken zijn bij de vetacceptatiebeweging.

## Varianten

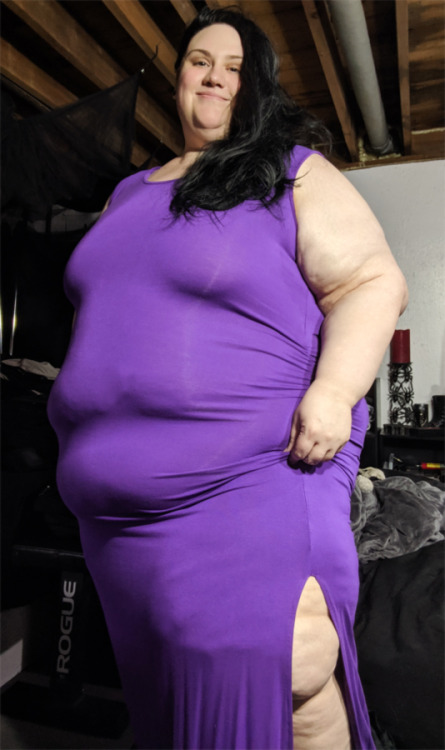
SSBBW-model

De term heeft verschillende bijna-synoniemen met verschillende van betekenis, zoals "full-figured", "wulps", "zaftig" en "Rubenesque"; de laatste term verwijst naar de kunst van Peter Paul Rubens, vooral bekend voor het portretteren van volle vrouwen.
Het acroniem BBBW verwijst naar Big Beautiful Black Woman. Een andere variant is SSBBW: Supersized Big Beautiful Woman. Er is geen formele definitie die het exacte verschil tussen BBW en SSBBW verklaart. De BBW Wiki definieert SSBBW als een vrouw die tussen de 350 en 600 pond weegt. Sommige BBW's of SSBBW's beschouwen zichzelf als feedees.

### Big Handsome Man
Big Handsome Man (BHM), of Big Hulking Men, of soms Big Beautiful Man (BBM), verwijst naar een fysiek of seksueel aantrekkelijke dikke man. Vrouwen die zich aangetrokken voelen tot BHM's worden Female Fat Admirers (FFA) genoemd. In de homogemeenschap worden BHM's soms "chubs" genoemd, en mannen die zich aangetrokken voelen tot BHM's worden chubby chasers genoemd.

## Websites
Er is een breed scala aan websites gewijd aan het onderwerp BBW's. Er bestaan ook diverse pornografische websites met inhoud die seksueel fetisjistisch is, zoals vet fetisjisme en feederism. Er bestaan verschillende netwerken voor modellen, ze foto's van zichzelf kunnen publiceren. Voorbeelden hiervan zijn BigCuties en BBWSurf. Sommige onafhankelijke modellen publiceren hun inhoud op Clips4Sale.